# Lekstjärnen
Lekstjärnen är en sjö i Älvdalens kommun i Dalarna och ingår i Dalälvens huvudavrinningsområde. Sjön har en area på 0,174 kvadratkilometer och ligger 621,3 meter över havet. Sjön avvattnas av vattendraget Pigan.

## Delavrinningsområde
Lekstjärnen ingår i det delavrinningsområde (680811-139380) som SMHI kallar för Mynnar i Knärån. Medelhöjden är 604 meter över havet och ytan är 9,79 kvadratkilometer. Det finns inga avrinningsområden uppströms utan avrinningsområdet är högsta punkten. Pigan som avvattnar avrinningsområdet har biflödesordning 3, vilket innebär att vattnet flödar genom totalt 3 vattendrag innan det når havet efter 379 kilometer. Avrinningsområdet består mestadels av skog (88 procent). Avrinningsområdet har 0,18 kvadratkilometer vattenytor vilket ger det en sjöprocent på 1,8 procent.